# Château de Craux
Le château de Craux est un château situé dans la commune de Genestelle, dans le département de l'Ardèche, région Auvergne-Rhône-Alpes.

## Situation
La commune de Genestelle se situe dans la Cévenne ardéchoise, dans le centre de l'Ardèche, plus précisément dans le canton d'Antraigues-sur-Volane. Le château est construit à 650 mètres d'altitude sur l'ancien volcan de Craux. Dominant les vallées de la Volane et du Sandron, il est entouré de vastes prairies ainsi que d'une châtaigneraie. Sa position géographique offre un beau panorama sur la Cévenne ardéchoise et le pays des jeunes volcans.

## Historique
Construit au XIIe siècle comme relais de chasse de la famille d’Ucel, co-seigneurs d’Antraigues, le château de Craux est profondément remanié par la suite par ses différents propriétaires. Au XVIIIe siècle, le château passe aux Sauzet de Fabrias. Après le décès de Anne Rosalie Ernestine Madeleine de Sauzet de Fabrias, la dernière occupante en 1944, le château est abandonné et se détériore très rapidement.
C'est en 1994 que la commune de Genestelle acquiert le château. Depuis 2002, d'importants travaux sont réalisés pour consolider le logis ainsi que sa charpente, protégée par un toit provisoire en acier. Les tours ont été dotées d'une nouvelle toiture et les travaux se poursuivent toujours en 2011.

## Cinéma
Le château a servi de décor en 1974 pour le film Le secret de Robert Enrico avec Jean-Louis Trintignant, Philippe Noiret et Marlène Jobert.